# 청학도서관 (오산시)
청학도서관은 경기도 오산시 소재의 시립 도서관이다.

## 연혁
- 1992. 03. 19 시립도서관 개관
- 1999. 01 겸기도 시범도서관 지정
- 1999. 07 컴퓨터 정보검색실 개설
- 2000. 03. 31 한국도서관 대상 수상
- 2001. 01~08 8년간 평생학습관 지정
- 2002. 02 경기도 우수도서관 장려상 수상
- 2005. 01 도서 대출수 확대(15권까지 확대)
- 2005. 03 도서 무인방납함 설치
- 2005. 05 휴관일 및 국경일 열람실 개방
- 2006. 09 운암도서관 설계공모작 선정
- 2006. 10 어린이도서관 직제승인 1담당 5명
- 2007. 01 관내상호대차제도 실시
- 2007. 07 청학도서관 개관
- 2007. 09~10 사립도서관 리모델링
- 2008. 01 시립도서관 열람실 좌석발급기 설치
- 2008. 04 관내 상호대차제도 실시
- 2008. 12. 29 관내 상호대차제도 실시

## 시설현황
- 4층: 휴계실, 회의실, 시청각실
- 3층: 학생열람실, 일반열람실
- 2층: 종합자료실, 디지털자료실
- 1층: 사무실, 어린이자료실, 참고자료실
- 지하 1층: 휴계실

## 이용 안내
이용 시간
| 구분                    | 평일          | 토·일요일     | 법정공휴일    |
| ----------------------- | ------------- | ------------- | ------------- |
| 종합자료실 어린이자료실 | 09:00 ~ 22:00 | 09:00 ~ 18:00 | 09:00 ~ 18:00 |
| 디지털자료실            | 09:00 ~ 20:00 | 09:00 ~ 18:00 | 09:00 ~ 18:00 |
| 열람실                  | 07:00 ~ 24:00 | 07:00 ~ 24:00 | 09:00 ~ 18:00 |

휴관일
- 매월 셋째 월요일
- 신정, 설 연휴, 추석 연휴
- 특별한 사유로 필요하다고 인정하는 날